# Ricardo Mangue Obama Nfubea
Ricardo Mangue Obama Nfubea (ur. 1961) – polityk, premier Gwinei Równikowej od 14 sierpnia 2006 do 8 lipca 2008.

## Życiorys
Ricardo Mangue Obama Nfubea jest z zawodu prawnikiem, należy do Partii Demokratycznej Gwinei Równikowej (PDGE, Partido Democrático de Guinea Ecuatorial).
Początkowo pracował jako prawnik prezydenta Teodoro Obianga Nguema Mbasogo. 11 lutego 2003 został mianowany ministrem stanu ds. koordynacji służby cywilnej i administracji w rządzie premiera Cándido Muatetemy Rivasa. W 2004 objął stanowisko drugiego wicepremiera i ministra pracy i edukacji w gabinecie premiera Miguela Abia Biteo Boricó. Po jego rezygnacji ze stanowiska, 14 sierpnia 2006 został mianowany przez prezydenta nowym szefem rządu. Był pierwszym przedstawicielem grupy etnicznej Fang na stanowisku szefa rządu.
4 lipca 2008, wraz z całym swoim gabinetem, podał się do dymisji, oświadczając, że jego rząd "nie jest w stanie spełnić oczekiwań prezydenta". Prezydent Teodoro Obiang Nguema Mbasogo określił rząd Mangue Obamy jako "jeden z najgorszych, jakie kiedykolwiek sformowano". Oskarżył też gabinet o próbę destabilizacji kraju, a jednego z ministrów o zaangażowanie w próbę zamachu stanu w 2004. 8 lipca 2008 nowym szefem rządu został mianowany Ignacio Milam Tang.